# The Picture Idol
The Picture Idol (o Her Picture Idol) è un cortometraggio muto del 1912 scritto e diretto da James Young. Prodotto dalla Vitagraph, aveva come interpreti Maurice Costello, Clara Kimball Young, Mary Maurice, Charles Eldridge.

## Produzione
Il film fu prodotto dalla Vitagraph Company of America.

## Distribuzione
Distribuito dalla General Film Company, il film - un cortometraggio in una bobina - uscì nelle sale cinematografiche statunitensi il 31 maggio 1912. Nel Regno Unito, venne distribuito il 24 agosto 1912.
Scene di The Picture Idol sono state inserite nel 1991 nel documentario olandese Lyrisch nitraat, un'antologia di montaggio di film muti prodotti dal 1905 al 1915 che erano rimasti in deposito per molti anni in un cinema di Amsterdam.